# Lidón
Lidón – gmina w Hiszpanii, w prowincji Teruel, w Aragonii, o powierzchni 40,4 km². W 2011 roku gmina liczyła 55 mieszkańców.